# Evropská léková agentura
Evropská léková agentura (anglicky European Medicines Agency, zkráceně EMA, dříve EMEA) je agentura Evropské unie pro schvalování léčiv v Evropské unii. Byla založena v roce 1995 a do roku 2004 se nazývala Evropská agentura pro hodnocení léčiv (European Medicines Evaluation Agency).
Od založení až do 1. března 2019 sídlila v Londýně ve Spojeném království. V důsledku brexitu došlo k stěhování evropských úřadů, majících sídlo ve Spojeném království a proto se sídlo oficiálně k datu 4. března 2019 přesunulo do Amsterdamu v Nizozemí.
V obecné rovině je smyslem existence agentury usnadnit a zlevnit schvalování léků napříč Evropskou unií a také bránit protekcionismu států, tedy neschvalování léků konkurenčních k lékům domácích výrobců. Odhaduje se, že náklady na separátní schvalování léků v jednotlivých státech EU před vznikem EMA činily 350 miliónů EUR ročně.

## Organizace a cíle

### Poslání
- Napomáhání vývoji a přístup k lékům,
- Hodnocení žádostí o registraci,
- Sledování bezpečnosti léčiv po celou dobu jejich životního cyklu,
- Poskytování informací zdravotníkům i pacientům.[6]

Do jisté míry plní společně s Evropským úřadem pro bezpečnost potravin podobnou funkci, kterou ve Spojených státech amerických realizuje Úřad pro kontrolu potravin a léčiv. Vědecká práce agentury je decentralizovaná, v rámci České republiky s agenturou spolupracuje Státní ústav pro kontrolu léčiv.

### Výbory (Committees)
EMA má následující výbory (committees):
- Léčivé přípravky pro humánní použití (CHMP: Committee for Medicinal Products for Human Use). Pokud výbor dospěje k závěru, že kvalita, bezpečnost a účinnost určitého humánního léku je dostatečně prokázána, pošle své stanovisko Evropské komisi. Na základě toho je vydáno rozhodnutí o schválení léku platné pro celou Evropskou unii. Stanovisko by mělo být vydáno nejdéle za 210 dní, i když v nutných případech je možné si vyžádat další podklady nebo data.[7]
- Léčivé přípravky pro veterinární použití (CVMP: Committee for Medicinal Products for Veterinary Use). Schvalovací proces pro veterinární léky funguje obdobně jako v případě léčiv pro humánní využití, popsaný výše.[8]
- Léky na vzácná onemocnění (COMP: Committee on Orphan Medicinal Products). Společnosti, které chtějí vyvíjet léky nebo testy pro diagnostiku, prevenci nebo léčení vzácných onemocnění, se mohou obrátit na tento výbor. Vzácná onemocnění jsou v tomto kontextu definována jako takové, která v rámci EU postihují nejvýše 5 osob na 10 000 obyvatel a současně platí, že pacienty ohrožují na životě nebo je chronicky poškozují. Vzhledem k vysokému počtu těchto onemocnění se odhaduje, že celkově jimi v rámci EU trpí až 30 miliónů lidí.[9]
- Produkty z léčivých rostlin (HMPC: Committee on Herbal Medicinal Products). Tento výbor pomáhá harmonizovat postupy a ustanovení týkající se rostlinných léčivých přípravků.[10]
- Pediatrie (PDCO: Paediatric Committee). Zabývá se pediatrickými léčivy podle právní regulace dané předpisem (EC) No 1901/2006: Nařízení Evropského parlamentu a Rady (ES) č. 1901/2006 ze dne 12. prosince 2006 o léčivých přípravcích pro pediatrické použití a o změně nařízení (EHS) č. 1768/92, směrnice 2001/20/ES, směrnice 2001/83/ES a nařízení (ES) č. 726/2004 (Text s významem pro EHP).[11]
- Pokročilé terapie (CAT: Committee for Advanced Therapies). Byl zřízen na základě schválení legislativní normy[12] (EC) No 1394/2007 a zabývá se oblastmi jako je genová terapie, terapie somatických buněk nebo tkáňové inženýrství a sleduje vývoj vědy v těchto oblastech.[13]
- Hodnocení rizik farmakoterapie (PRAC: Pharmacovigilance Risk Assessment Committee). Sedmý výbor byl zřízen v roce 2012 na základě přijetí Směrnice Evropského parlamentu a Rady 2010/84/EU ze dne 15. prosince 2010. Zabývá se hodnocením rizik farmakoterapie (farmakovigilance) za účelem prevence, zjišťování a posuzování nežádoucích účinků léčivých přípravků uváděných na trh Unie, neboť úplné bezpečnostní profily léčivých přípravků jsou známy až poté, co byly tyto přípravky uvedeny na trh.[14]

### Kontroverze
Kritici poukazují, že je financována z povinných poplatků farmaceutických společností.
Peter C. Gøtzsche z Cochrane Collaboration roku 2017 poukázal na problémy s transparentností a konflikty zájmů při schvalování vakcíny proti HPV.

## Historie

### 1995–2004: Počátky a rozvoj
Agentura byla založena v roce 1995, po více než sedmi letech vyjednávání mezi členskými státy a nahradila dva výbory: the Committee for Proprietary Medicinal Products a Committee for Veterinary Medicinal Products. Do roku 2019 byl sídlem agentury Londýn. Financování je založeno na příspěvcích z farmaceutického průmyslu a nepřímých dotacích z členských států. Cílem bylo harmonizovat (ale nikoli nahradit) práci národních lékařských regulatorních institucí a mimo jiné tak výrazně snížit náklady na schvalování léčiv v členských státech a zlepšit dostupnost schválených léčiv ve všech členských státech.

### 2004: Změna názvu a právní úpravy
Do roku 2004 se v angličtině používal název the European Agency for the Evaluation of Medicinal Products nebo European Medicines Evaluation Agency, v češtině Evropská agentura pro hodnocení léčiv. V roce 2004 se změnil na současný název European Medicines Agency (EMA), česky Evropská léková agentura). Současně se změnou názvu byla upravena právní regulace činnosti agentury (Nařízení Evropského parlamentu a Rady (ES) č. 726/2004 ze dne 31. března 2004, kterým se stanoví postupy Společenství pro registraci humánních a veterinárních léčivých přípravků a dozor nad nimi a kterým se zřizuje Evropská agentura pro léčivé přípravky).

### 2019: Výběr nového sídla
Po rozhodnutí Spojeného království z roku 2016 o opuštění Evropské unie („Brexit“) začalo hledání nového sídla agentury. Komisař Evropské unie pro zdravotnictví Vytenis Andriukaitis uvedl, že by mělo být zvoleno místo, kde bude snadné zřídit nové sídlo a zajistit plynulý provoz agentury.
O nové sídlo se ucházelo většina států: Rakousko, Belgie, Chorvatsko, Kypr, Česká republika, Dánsko, Francie, Německo, Řecko, Maďarsko, Irsko, Itálie, Malta, Slovensko, Slovinsko, Španělsko, Bulharsko, Polsko, Finsko, Nizozemí, Portugalsko, Rumunsko a Švédsko. Spekulovalo se též o tom, že novým sídlem agentury se stane Štrasburk, výměnou za to, že Evropský parlament bude jen v Bruselu, čímž by odpadly kritizované přesuny mezi oběma městy.
Rozhodnutí o novém sídle bylo přijato 20. listopadu 2017, po třech kolech hlasování. Do druhého kola hlasování postoupily tři kandidáti: Milán (25 hlasů), Amsterdam (20 hlasů) a Kodaň (20 hlasů). Do třetího kola hlasování postoupily dva kandidáti: Milán (12 hlasů) a Amsterdam (9 hlasů). Ve třetím kole hlasování ovšem obě města získala stejný počet hlasů (po třinácti), takže konečné rozhodnutí bylo přijato losem a novým sídlem EMA se stal Amsterdam. Staré sídlo v Londýně bylo opuštěno v březnu 2019, personál dočasně využíval provizorní budovu v Amsterdamu a v lednu 2020 bylo otevřeno nové sídlo v amsterdamské čtvrti Zuidas.